# Андрениды
Андрениды (лат. Andrenidae) — семейство пчёл подотряда стебельчатобрюхие отряда перепончатокрылые насекомые. Включает около 70 родов и более 2900 видов (до 1500 в роде Andrena) с почти глобальным распространением. Они являются особенно важным компонентом экосистем северного умеренного пояса и являются важными опылителями в естественных и сельскохозяйственных условиях.

## Биология
Гнездятся в земле, в норках, иногда большими колониями. Важные опылители цветковых растений. Встречаются клептопаразиты. Это семейство одно из немногих среди пчёл (среди других — Halictidae, Colletidae, и Apidae), представители которого являются сумеречными: некоторые из них активны только в сумраке или рано вечером (Panurginae).

## Характеристика
Тело обычно чёрное, густо опушенное, иногда пестро окрашенное. Длина около 7—15 мм (Oxaeinae до 26 мм). Усиковые ямки соединяются с наличником каждая двумя швами, которые ограничивают подусиковые поля. Язычок довольно короткий, заострённый на вершине. Нижнегубные щупики короткие, членики их обычно одинаковые. Пигидальное поле (пигидиум, пигидий) развито у всех самок и у многих самцов.

## Распространение
Распространены по всему миру, кроме Австралии и Антарктиды. Наиболее обильны в умеренной зоне и в засушливых регионах.

## Систематика
В мире более 2900 видов (77 родов), в Палеарктике 1100 (13), в России 244 видов (5).
Темпы диверсификации Andrenidae резко возросли за последние 15 миллионов лет, особенно в отношении крупнейших пчелиных родов Andrena (более 1500 видов) и Perdita (более 600 видов). Это говорит о том, что эти две группы и гнездовые паразиты рода Nomada (около 700 видов; Apidae), которые являются основными клептопаразитами Andrena, сходны по возрасту и представляют собой наиболее быстро диверсифицирующиеся линии всех пчёл. Анализ данных показал позднемеловое происхождение семейства Andrenidae в Южной Америке.
- Подсемейство Alocandreninae

- Alocandrena Michener, 1986

- Подсемейство Andreninae

- Ancylandrena Cockerell, 1930
- Andrena Fabricius, 1775
- Euherbstia Friese, 1925
- Megandrena Cockerell, 1927
- Orphana Vachal, 1909

- Подсемейство Oxaeinae

- Mesoxaea Hurd & Linsley, 1976
- Notoxaea Hurd & Linsley, 1976
- Oxaea Klug, 1807
- Protoxaea Cockerell & Porter, 1899

- Подсемейство Panurginae

- Триба Calliopsini

- Acamptopoeum Cockerell, 1905
- Arhysosage Brèthes, 1922
- Calliopsis Smith, 1853
- Callonychium Brèthes, 1922
- Litocalliopsis Roig-Alsina & Compagnucci, 2003
- Spinoliella Ashmead, 1899
  - Spinoliella aidae, Spinoliella confusa, Spinoliella herbsti, Spinoliella packeri, Spinoliella polita

- Xeranthrena imponticula

- Триба Melitturgini

- Belliturgula Engel, 2019
- Borgatomelissa Patiny, 2000
- Flavomeliturgula Patiny, 1999
- Gasparinahla Patiny, 2001
- Melitturga Latreille, 1809
- Meliturgula Friese, 1903
- Mermiglossa Friese, 1912
- Plesiopanurgus Cameron, 1907

- Триба Nolanomelissini

- Nolanomelissa Rozen, 2003

- Триба Panurgini

- Avpanurgus Warncke, 1972
- Camptopoeum Spinola, 1843
- Panurginus Nylander, 1848
- Panurgus Panzer, 1806

- Триба Perditini

- Macrotera Smith, 1853
- Perdita Smith, 1853

- Триба Protandrenini

- Anthemurgus Robertson, 1902
- Anthrenoides Ducke, 1907
- Chaeturginus Lucas de Oliveira & Moure, 1963
- Liphanthus Reed, 1894
- Neffapis Ruz, 1995
- Parapsaenythia Friese, 1908
- Protandrena Cockerell, 1896
- Psaenythia Gerstaecker, 1868
- Pseudopanurgus Cockerell, 1897
- Rhophitulus Ducke, 1907

- Триба Protomeliturgini

- Protomeliturga Ducke, 1912